# Tomasz Wert
Tomasz Wert (ur. 28 czerwca 1949 w Łodzi, zm. 21 listopada 2008 w Warszawie) – polski operator filmowy.
Absolwent Wydziału Operatorskiego PWSFTviT w Łodzi. Laureat Nagrody za realizację światła w spektaklach Płatonow, Gdy rozum śpi i Madame de Sade na Festiwalu Polskiej Twórczości Telewizyjnej w 1993. Laureat Nagrody za zdjęcia do filmu Podróż na wschód na Festiwalu Polskich Filmów Fabularnych w Gdyni w 1994.

## Wybrana filmografia
jako autor zdjęć:
- Czwartki ubogich (1981)
- Czas dojrzewania (1984)
- Epizod Berlin-West (1986)
- Kanalia (1990)
- Dziecko szczęścia (1991)
- Podróż na wschód (1994)
- Daleko od siebie (1995)
- Księga wielkich życzeń (1997)
- Listy miłosne (2001)
- Taxi A (2007)
- Brzydula (2008) – serial, odc. 1–40